# Лобанов, Михаил Петрович
Михаи́л Петро́вич Лоба́нов (17 ноября 1925, дер. Иншаково, Клепиковский район, Рязанская область — 10 декабря 2016, Москва) — советский русский писатель, литературовед, критик и общественный деятель. Профессор кафедры литературного мастерства Литературного института имени А. М. Горького, где преподавал с 1963 по 2014 год. 
Лауреат Большой литературной премии России. Заслуженный работник высшей школы Российской Федерации (2000).

## Биография
Вырос в многодетной крестьянской семье.
Участник Великой Отечественной войны, в 1943 году был призван в армию, красноармеец стрелковой части на Брянском фронте. В августе 1943 тяжело ранен, в 1944 уволен из армии, инвалид войны. В 1949 году окончил филологический факультет МГУ, в 1959 году защитил кандидатскую диссертацию. Кандидат филологических наук. 
Член КПСС с 1954 года.
Работал в ростовской газете «Молот» (1949—1953), заведующим отделом науки в журнале «Славяне» (1953—1955), заведующим отделом литературы и искусства «Пионерской правды» (1956—1958), заведующим отделом литературы и искусства газеты «Литература и жизнь» (1958—1962).
Начал печататься в 1949 году, приобрёл широкую известность публикациями в журнале «Молодая гвардия». Статья «Просвещённое мещанство» (Молодая гвардия, 1968, № 4) вызвала резкую критику со стороны высокопоставленных партийных идеологов (А. Н. Яковлева в его статье «Против антиисторизма»). Эта статья наиболее четко провела мировоззренческую грань между «западниками» и русскими «почвенниками», а ряде других публикаций («Мера художественности», «Бессильная красота», «Правда жизни и её превращения», «Образ и схема» и других) была сформулирована этическая и эстетическая направленность «деревенской прозы».
Автор биографий драматурга А. Н. Островского и славянофила С. Т. Аксакова и ряда других книг, составитель документального сборника «Сталин» (1995).
Член правления Союза писателей России, член Приёмной комиссии СП России. 
Архимандрит Дамаскин (Орловский), учившийся у него в 1970-е годы, вспоминал: «Михаил Петрович был спокойным и уравновешенным человеком, любящим Россию и хорошо разбиравшимся в особенностях русской литературы. Его семинары отличались открытостью, на них можно было обсуждать все проблемы, связанные с творчеством и со спецификой конкретного произведения. На семинарах обсуждались литературные произведения студентов. Он делал свои замечания и предложения. Автор мог объяснить, почему он предлагает именно такое решение сюжетной линии. Михаилом Петровичем отмечалось, получилось ли у него этим методом создать целостный образ или нет. Он был человеком деликатным, и, может быть, иногда ему и не был близок тот стиль, которым пользовался студент, но он никогда не настаивал на его изменении. <…> Михаил Петрович уважал личность другого человека и лояльно относился к тому стилю изложения, который автор использовал. <…> Главное, что было у него на семинарах и что оказало благотворное влияние, — это возможность дискуссий, которые всегда способствуют созданию благоприятных условий для творчества».
В 1990 году подписал «Письмо семидесяти четырёх».
Скончался после продолжительной болезни в Москве 10 декабря 2016 года.
Отпевание Михаила Петровича Лобанова состоялось 13 декабря 2016 года в храме Архистратига Михаила в Тропарёве. В тот же день похоронен на Хованском (Центральном) кладбище Москвы (участок № 3) рядом с матерью Екатериной Анисимовной Лобановой (20.11.1903 — 12.01.1988).
Вдова — Татьяна Николаевна Окулова. Дочь Марина. Внук Глеб.
В декабре 2019 года Екшурскому сельскому Дому культуры (Рязанская область) присвоено имя Михаила Лобанова.

## Награды и звания
- Орден Отечественной войны I степени (6.11.1985[6])
- Орден Красной Звезды
- Большая литературная премия России (2004)
- Всероссийская литературная премия «Сталинград»
- Почётное звание «Заслуженный работник высшей школы Российской Федерации» (2000) — за заслуги в обучении и воспитании учащихся, подготовку высококвалифицированных специалистов и многолетний добросовестный труд[7]
- Благодарность Министра культуры Российской Федерации (14 октября 2003 года) — за многолетний плодотворный труд в области отечественной культуры и заслуги в развитии литературы[8].